# Dekanat Kispest-Pestszenterzsébeti
Dekanat Kispest-Pestszenterzsébeti – jeden z 16 dekanatów rzymskokatolickiej archidiecezji ostrzyhomsko-budapeszteńskiej na Węgrzech. 
Według stanu na kwiecień 2018 w skład dekanatu Kispest-Pestszenterzsébeti wchodziło 8 parafii rzymskokatolickich. 

## Lista parafii
W skład dekanatu Kispest-Pestszenterzsébeti wchodzą następujące parafie:
1. Parafia Najświętszego Serca Jezusowego w Budapeszcie-Kispest
2. Parafia Wniebowzięcia Najświętszej Maryi Panny w Budapeszcie-Kispest
3. Parafia św. Józefa w Budapeszcie-Kispest-Wekerletelep
4. Parafia św. Elżbiety w Budapeszcie-Pestszenterzsébet
5. Parafia św. Ludwika w Budapeszcie-Pestszenterzsébet-Kossuthfalva
6. Parafia Najświętszej Maryi Panny Pani Węgierskiej w Budapeszcie-Pestszenterzsébet-Pacsirtatelep
7. Parafia Najświętszego Serca Jezusowego w Budapeszcie-Pestszenterzsébet-Szabótelep
8. Parafia Najświętszej Maryi Panny Pani Węgierskiej w Budapeszcie-Rákosliget